# Capitania-Geral do Chile
A Capitania-Geral do Chile (em espanhol: Capitanía General de Chile), conhecida também como Reyno de Chile ("Reyno" do espanhol antigo; "Reino do Chile" em português e Reino de Chile em espanhol moderno), foi uma entidade territorial integrante do Império Espanhol, que abrangeu parte do extremo sudoeste da América do Sul, principalmente no que hoje corresponde ao Chile e às regiões ocidentais da Argentina. Sua capital era a cidade de Santiago de Nueva Extremadura (ou "Santiago do Chile"), com exceção do período entre 1560 e 1575, quando Concepción foi elevada à capital, substituindo a anterior.
Embora o termo "Capitania-Geral" (Capitanía General) reflicta apenas uma divisão de carácter militar, estabelecida em 1778, atualmente é utilizado também para referir-se ao governo fundado em 1541 como Governo de Nova Estremadura ou Governo do Chile. De maneira coloquial e não oficial foi conhecido como o "Reino do Chile" ("Reyno" de Chile na antiga grafia castelhana) para dizer figurativamente os domínios chilenos, embora na documentação oficial, cartas, ofícios, etc., o país é referido como "Reyno de Chile".
Este território foi estabelecido pela Coroa espanhola durante seu período de colonização na América, após ser separada da jurisdição nominal do governo da Nova Andaluzia e o assentamento definitivo dos primeiros espanhóis junto a Pedro de Valdivia em 1541. Durante grande parte de sua história, a entidade se manteve sob supervisão do Vice-Reino do Peru até a definitiva separação do mesmo reino em 1798.
Em grandes traços, o Chile abrangeu principalmente o setor entre o despovoado de Atacama pelo norte, o Oceano Pacífico pelo oeste e o Rio Biobío pelo sul, no setor conhecido como La Frontera, embora existissem territórios isolados de origem espanhola mais ao sul sob sua jurisdição de maneira intermitente, como os corregimentos de Valdivia, de Osorno e o governo de Chiloé. Para o leste da Cordilheira dos Andes, o governo do Chile chegou a abarcar também o território tucumano de 1553 até 1563 e o co-governo de Cuyo desde 1568 -ambos na atual Argentina durante grande parte de sua história até a instauração provisória do Vice-Reino do Rio da Prata em 1777 (criado por cédula real de 1776 e definitivamente instalado por outra de 1778).
A Capitania Geral do Chile com uma Real Audiencia pretorial que já só respondia ao Conselho das Índias, foi a máxima entidade territorial durante o período colonial chileno desde 1798 e durante sua existência teve uma extensão difícil de precisar. Embora nominalmente em seus inícios se falou da inclusão até da desconhecida Terra Australis, a dominação espanhola nunca conseguiu impor-se totalmente sobre os povos mapuche, aos quais enfrentaram na Guerra de Arauco.
A Capitania-Geral chilena como tal se manteve até 1810, quando se estabeleceu o primeiro governo de origem local. Embora nominalmente existisse pelos anos seguintes, o governo local exerceu cada vez maior poder autônomo no que se conhece como a "Pátria Velha". Em 1814, o governo local foi derrotado e restaurou-se o governador monárquico que permaneceu em funções até 1817. No ano seguinte, foi proclamada a independência do Chile, que seria concretizada nos meses seguintes. Assim, a capitania geral desapareceu para formar o núcleo da atual República do Chile.

## História

Território pertencente legalmente (com ou sem controle efetivo) à Capitania Geral ou ao Reino do Chile em 1775, de acordo com a historiografia chilena.

Em 1536, o velho Diego de Almagro formou uma expedição para explorar os territórios ao sul do Império Inca que lhe haviam adjudicado em 1534 como parte do Governo de Nova Toledo.
Após a morte de Almagro, o conquistador espanhol Pedro de Valdivia pediu autorização a Francisco Pizarro para assassinar a população local e castelhanizar a província do Chile, que a concedeu em abril de 1539, nomeando-o tenente de governador, de acordo com uma real cédula de 1537, que o habilitava a prosseguir com a conquista de Nova Toledo. Pedro de Valdivia chegou às terras do centro-norte do Chile, e fundou, em 12 de fevereiro de 1541, a cidade de Santiago de Nueva Extremadura aos pés do cerro Santa Lucía, chamado Huelén pelo chefe Olor. Poucos meses depois, Valdivia foi proclamado pelo cabildo como Governador e Capitão Geral de Nueva Extremadura. Inicialmente recusou, mas finalmente aceitou em 11 de junho de 1541.
Em 1544, mandou fundar a cidade de La Serena, e, posteriormente, Pedro de Valdivia estendeu a conquista do Chile para o sul, fundando diversas cidades: Concepción em 1550, La Imperial em 1551, Villarrica e Valdivia em 1552, Los Confines e os fortes de Arauco, Purén e Tucapel em 1553. Do outro lado da cordilheira, Pedro de Valdivia ordenou a fundação de Santiago del Estero em Tucumán. Outras cidades fundadas durante os primeiros anos do Governo foram: Mendoza em 1561, San Luis, San Juan em 1562, Cañete, Castro em 1567 e Osorno em 1558.
Em 1598, os mapuches se mobilizaram e iniciaram a Rebelião Mapuche de 1598, também conhecida como Batalha de Curalaba ou Desastre de Curalaba, que quase pôs fim à tentativa espanhola de conquistar e colonizar o território chileno. Com exceção da cidade de Castro, todas as localidades ao sul do rio Biobío foram destruídas, estabelecendo-se então este rio como fronteira oficial ("de iure") entre a Capitania Espanhola e os territórios mapuches, por meio das Pazes de Quilín em 1641. Em 1684, a cidade de Valdivia tornou-se um refúgio espanhol, e, um século depois, foi criada a Intendência de Chiloé, subordinada ao Vice-Reino do Peru. A Guerra de Arauco, conflito que opôs mapuches e espanhóis, alternou entre períodos de grande intensidade bélica e outros mais pacíficos ao longo da história.
Em 1810, o governador Mateo de Toro e Zambrano, conde da Conquista, apresentou sua renúncia e formou-se a primeira Junta de Governo, iniciando-se o período da história do Chile chamado "Pátria Velha". A Constituição de Cádiz previu em 1812 o estabelecimento da "Diputação Provincial do Chile", mas não pôde ser posta em vigor. Embora nominalmente o Chile se manteve como parte dos reinos castelhanos, desde a instalação da Junta de Governo houve um acelerado processo de autonomia no território, que terminou em 1814 quando se restabeleceu o poder real no território durante a Reconquista, que durou até 1817 quando as tropas dos espanhóis americanos, autodenominados patriotas, conseguiram derrotar em Chacabuco os espanhóis peninsulares, chamados realistas. Um ano depois, foi declarada a independência do Chile dando fim definitivo à Capitania Geral.